# Louise Maraval
Louise Maraval (* 31. Juli 2001 in Cholet) ist eine französische Leichtathletin, die im Sprint und im Hürdenlauf an den Start geht und auch im Siebenkampf antritt. 2024 wurde sie Vizeeuropameisterin im 400-Meter-Hürdenlauf.

## Sportliche Laufbahn
Erste Erfahrungen bei internationalen Meisterschaften sammelte Louise Maraval im Jahr 2019, als sie bei den U20-Europameisterschaften in Borås mit 5239 Punkten auf den 14. Platz im Siebenkampf gelangte und mit der französischen 4-mal-400-Meter-Staffel mit 3:43,24 min den Finaleinzug verpasste. 2021 gelangte sie bei den U23-Europameisterschaften in Tallinn mit 5725 Punkten den achten Platz im Siebenkampf und gewann mit der Staffel in 3:30,33 min die Silbermedaille hinter dem tschechischen Team. Im Jahr darauf gewann sie bei den U23-Mittelmeer-Meisterschaften in Pescara in 57,73 s die Silbermedaille im 400-Meter-Hürdenlauf hinter der Italienerin Alice Muraro und mit der Staffel gewann sie in 3:43,61 min die Bronzemedaille hinter den Teams aus Italien und Spanien. 2023 gewann sie bei den U23-Europameisterschaften in Espoo in 55,83 s die Silbermedaille im Hürdenlauf hinter der Norwegerin Andrea Rooth und siegte mit der Staffel in 3:30,60 min. Im August belegte sie bei den Weltmeisterschaften in Budapest in 3:12,99 min den vierten Platz in der Mixed-Staffel und gelangte mit der Frauenstaffel mit 3:28,35 min auf Rang neun. Im Jahr darauf belegte sie bei den World Athletics Relays in Nassau in 3:17,38 min den siebten Platz in der Finalrunde der Mixed-Staffel. Anschließend gewann sie im Juni bei den Europameisterschaften in Rom in 54,23 s die Silbermedaille über 400 Meter Hürden hinter der Niederländerin Femke Bol und wurde in der Mixed-Staffel disqualifiziert. Mit der Frauenstaffel belegte sie in 3:23,77 min den fünften Platz. Im August wurde sie bei den Olympischen Sommerspielen in Paris im Finale der Mixed-Staffel disqualifiziert und belegte in 54,53 s den achten Platz im Finale über 400 m Hürden. Zudem belegte sie mit der Frauenstaffel in 3:21,41 min im Finale den fünften Platz. 
2025 klassierte sie sich bei den Halleneuropameisterschaften in Apeldoorn mit der 4-mal-400-Meter-Staffel mit Landesrekord von 3:25,80 min auf dem fünften Platz.
In den Jahren 2023 und 2024 wurde Maraval französische Meisterin im 400-Meter-Hürdenlauf.

## Persönliche Bestleistungen
- 400 Meter: 53,57 s, 10. Juni 2023 in Genf
  - 400 Meter (Halle): 52,00 s, 18. Februar 2024 in Miramas
- 400 m Hürden: 53,71 s, 30. Juni 2024 in Angers
- Siebenkampf: 5745 Punkte, 3. Juli 2022 in Amiens
  - Fünfkampf (Halle): 4052 Punkte, 13. Februar 2022 in Rennes